# Oscar Norrmén
Oscar Norrmén, född 5 oktober 1822 i Tavastehus, död 15 november 1889 i Helsingfors, var en finländsk ämbetsman. Har var far till Alfred och Herman Norrmén.
Efter att ha blivit student 1839 blev Norrmén filosofie magister 1844 och inskrevs 1846 som auskultant i Åbo hovrätt. År 1854 erhöll han i uppdrag att till Åland åtfölja guvernörsadjointen K. Furuhielm och räddade, sedan de franska och brittiska trupperna under följande sommar ockuperat Åland, de honom anförtrodda kronomedlen, i det han med dem över Sverige återvände till Finland. Han blev protokollssekreterare 1858, referendariesekreterare 1860, senator och chef för Finansexpeditionens andra avdelning 1867, chef för Kammarexpeditionen 1871 samt var 1873–88 chef för Jordbruksexpeditionen. På sistnämnda plats befordrade han verksamt jordbrukets och det under expeditionen hörande kommunikationsväsendets utveckling. Bland åtgärder, som till väsentlig del bör tillskrivas hans initiativ, kan nämnas grundläggandet av det nya lantbruksinstitutet i Kronoborg (1874) och byggandet av Pielis älvs kanaler (1874–79). Finlands järnvägsnät vann under hans ledning betydande utsträckning. Han upphöjdes 1884 i adligt stånd.